# Giovanni I del Palatinato-Simmern
Giovanni I del Palatinato-Simmern, in tedesco Johann I. von Pfalz-Simmern (Starkenburg, 15 maggio 1459 – Starkenburg, 27 gennaio 1509), fu conte palatino di Simmern dal 1480 fino al 1509.

## Biografia
Giovanni I era il figlio e successore di Federico I del Palatino-Simmern (1417-1480) e di Margherita di Gheldria (1436-1486), figlia di Arnoldo di Egmond, conte di Gheldria. Il suo bisnonno paterno era Roberto III del Palatinato, re dei Romani.
Durante il suo governo, Giovanni avviò dei lavori di ingrandimento nella residenza personale di Simmern e pose le prime pietre per la chiesa di Santo Stefano (o probabilmente ampliò un edificio precedente) e per il municipio. Inoltre completò il convento francescano di San Volfango (Wolfgang, mendicante francescano) a Bad Kreuznach.
Nella guerra di successione dei duchi di Baviera-Landshut, ramo cadetto bavarese, Giovanni riuscì a rimanere neutrale preservando integralmente i propri territori, differentemente da quanto fecero i cugini Elettori del Palatinato. Tuttavia la guerra gli permise di espandere i propri possedimenti lungo il confine della contea di Sponheim, ingrandendo così i territori già appartenenti alla sua famiglia. 
Morì nel 1509 e fu sepolto nella cripta reale nella chiesa di S. Stefano a Simmern.

## Matrimonio e figli
Nel 1481 Giovanni sposò Giovanna di Nassau-Saarbrücken (1464-1521), figlia di Giovanni II di Nassau-Saarbrücken. La coppia ebbe i seguenti figli:
- Federico (1490);
- Giovanni II (1492-1557), erede e successore del padre;
- Federico (1494-?).

## Ascendenza
|                                            |                         |                                  | Genitori                        |  |  | Nonni |  |  | Bisnonni                   |  |  | Trisnonni                 |  |
|                                            |                         |                                  |                                 |  |  |       |  |  | Roberto III del Palatinato |  |  | Roberto II del Palatinato |  |
|                                            |                         |                                  |                                 |  |  |       |  |  | Roberto III del Palatinato |  |  | Roberto II del Palatinato |  |
|                                            |                         | Beatrice d'Aragona               |                                 |  |  |       |  |  | Roberto III del Palatinato |  |  |                           |  |
| Stefano del Palatinato-Simmern-Zweibrücken |                         |                                  |                                 |  |  |       |  |  | Roberto III del Palatinato |  |  |                           |  |
|                                            |                         | Elisabetta di Norimberga         | Federico V di Norimberga        |  |  |       |  |  |                            |  |  |                           |  |
|                                            |                         | Elisabetta di Norimberga         | Federico V di Norimberga        |  |  |       |  |  |                            |  |  |                           |  |
|                                            |                         | Elisabetta di Norimberga         | Elisabetta di Meißen            |  |  |       |  |  |                            |  |  |                           |  |
| Federico I del Palatinato-Simmern          |                         | Elisabetta di Norimberga         |                                 |  |  |       |  |  |                            |  |  |                           |  |
|                                            |                         | Federico III di Veldenz          | Enrico III di Veldenz           |  |  |       |  |  |                            |  |  |                           |  |
|                                            |                         | Federico III di Veldenz          | Enrico III di Veldenz           |  |  |       |  |  |                            |  |  |                           |  |
|                                            |                         | Federico III di Veldenz          | Loretta di Sponheim-Starkenburg |  |  |       |  |  |                            |  |  |                           |  |
| Anna di Veldenz                            |                         | Federico III di Veldenz          |                                 |  |  |       |  |  |                            |  |  |                           |  |
|                                            |                         | Margherita di Nassau-Saarbrücken | Giovanni I di Nassau-Weilburg   |  |  |       |  |  |                            |  |  |                           |  |
|                                            |                         | Margherita di Nassau-Saarbrücken | Giovanni I di Nassau-Weilburg   |  |  |       |  |  |                            |  |  |                           |  |
|                                            |                         | Margherita di Nassau-Saarbrücken | Giovanna di Saarbrücken         |  |  |       |  |  |                            |  |  |                           |  |
| Giovanni I del Palatinato-Simmern          |                         | Margherita di Nassau-Saarbrücken |                                 |  |  |       |  |  |                            |  |  |                           |  |
|                                            | Giovanni II di Gheldria | Arend di Gheldria                |                                 |  |  |       |  |  |                            |  |  |                           |  |
|                                            | Giovanni II di Gheldria | Arend di Gheldria                |                                 |  |  |       |  |  |                            |  |  |                           |  |
|                                            | Giovanni II di Gheldria | Yolanda di Leiningen             |                                 |  |  |       |  |  |                            |  |  |                           |  |
| Arnoldo di Gheldria                        | Giovanni II di Gheldria |                                  |                                 |  |  |       |  |  |                            |  |  |                           |  |
|                                            |                         | Maria di Arkel                   | Giovanni V di Arkel             |  |  |       |  |  |                            |  |  |                           |  |
|                                            |                         | Maria di Arkel                   | Giovanni V di Arkel             |  |  |       |  |  |                            |  |  |                           |  |
|                                            |                         | Maria di Arkel                   | Giovanna di Jülich              |  |  |       |  |  |                            |  |  |                           |  |
| Margherita di Gheldria                     |                         | Maria di Arkel                   |                                 |  |  |       |  |  |                            |  |  |                           |  |
|                                            |                         | Adolfo I di Kleve                | Adolfo III di Mark              |  |  |       |  |  |                            |  |  |                           |  |
|                                            |                         | Adolfo I di Kleve                | Adolfo III di Mark              |  |  |       |  |  |                            |  |  |                           |  |
|                                            |                         | Adolfo I di Kleve                | Margherita di Berg              |  |  |       |  |  |                            |  |  |                           |  |
| Caterina di Kleve                          |                         | Adolfo I di Kleve                |                                 |  |  |       |  |  |                            |  |  |                           |  |
|                                            |                         | Maria di Borgogna                | Giovanni di Borgogna            |  |  |       |  |  |                            |  |  |                           |  |
|                                            |                         | Maria di Borgogna                | Giovanni di Borgogna            |  |  |       |  |  |                            |  |  |                           |  |
|                                            |                         | Maria di Borgogna                | Margherita di Baviera           |  |  |       |  |  |                            |  |  |                           |  |
|                                            |                         | Maria di Borgogna                |                                 |  |  |       |  |  |                            |  |  |                           |  |